# Vök
Vök ist eine isländische Dream Pop-Band aus Reykjavík.

## Geschichte

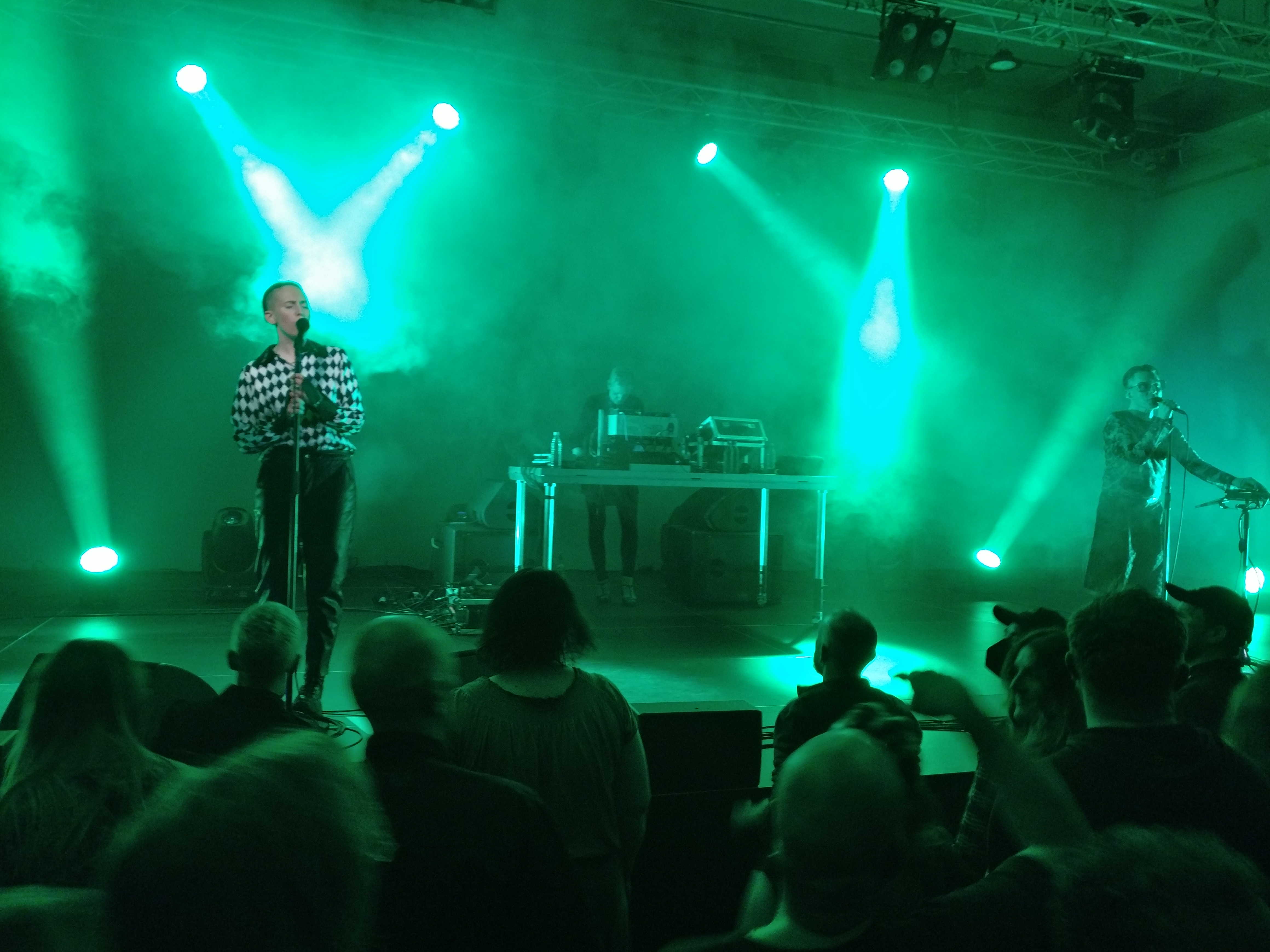
Margrét Rán (links) als Sängerin bei GusGus im April 2022 in Berlin.

Vök wurde im Januar 2013 von der Sängerin Margrét Rán Magnúsdóttir und dem Saxophonisten Andri Már Enoksson gegründet. Die Band wurde gegründet, um an einem jährlichen Bandwettbewerb, dem Músíktilraunir-Wettbewerb in Island, teilzunehmen. Das Problem: Sie hatten eigentlich keine Songs zum Aufführen. Innerhalb weniger Wochen komponierte Vök mehrere Tracks und führte sie zum ersten Mal beim Bandwettbewerb auf. Vök hat den Wettbewerb gewonnen. Anfang 2018 wurde Ólafurs Ausstieg bekanntgegeben.
Die Bandmitglieder kommen aus Hafnarfjörður und machen Musik sowohl in Englisch als auch in Isländisch.

## Stil
Als Dream-Pop/Indie-Electro-Band bezeichnet, besteht ihr Sound aus verträumter Elektronik mit melodischem Gesang, entfernten Saxophonen und sauberen Nachhall-Gitarren.
Die Band selber zählt Künstler wie Portishead, Air und Massive Attack zu ihren Inspirationen.

## Diskografie

### Alben
| Jahr | Titel                              | Anmerkungen                              |
| ---- | ---------------------------------- | ---------------------------------------- |
| 2017 | Figure • Nettwerk Music Group      | Erstveröffentlichung: 28. April 2017     |
| 2019 | In the dark • Nettwerk Music Group | Erstveröffentlichung: 1. März 2019       |
| 2022 | Vök • Vök.ehf                      | Erstveröffentlichung: 23. September 2022 |

### EPs
| Jahr | Titel                                            | Anmerkungen                           |
| ---- | ------------------------------------------------ | ------------------------------------- |
| 2013 | Tension • Record Records (IS), Musebox (US)      | Erstveröffentlichung: August 2013     |
| 2015 | Circles • Record Records                         | Erstveröffentlichung: 22. Mai 2015    |
| 2018 | Figure (The Remixes) • Nettwerk Music Group      | Erstveröffentlichung: 19. Januar 2018 |
| 2021 | Feeding on a Tragedy • Nettwerk Music Group Inc. | Erstveröffentlichung: 8. Oktober 2021 |

### Singles
| Jahr | Titel                                            | Anmerkungen                                              |
| ---- | ------------------------------------------------ | -------------------------------------------------------- |
| 2016 | Well Done                                        | Erstveröffentlichung: 25. März 2016                      |
| 2016 | Waiting                                          | Erstveröffentlichung: 27. März 2016                      |
| 2016 | Waterfall Circles EP                             | Erstveröffentlichung: 22. August 2016                    |
| 2017 | Polar Figure                                     | Erstveröffentlichung: 27. Oktober 2017 (Ripperton Remix) |
| 2017 | Figure Figure                                    | Erstveröffentlichung: 8. Dezember 2017 (Wax Wings Remix) |
| 2018 | Night & Day                                      | Erstveröffentlichung: 5. Oktober 2018                    |
| 2021 | No Coffee at the Funeral Feeding on a Tragedy EP | Erstveröffentlichung: 20. August 2021                    |

### Als Gastmusiker
| Jahr | Titel                | Anmerkungen                                                 |
| ---- | -------------------- | ----------------------------------------------------------- |
| 2016 | Creation Creation EP | Erstveröffentlichung: 22. Juli 2016 (Seven Lions feat. Vök) |